# 多重根号
代数学における多重根号（たじゅうこんごう）の式は、少なくとも一つの根号（平方根号や立方根号など）の中に無理式を含む無理式をいう。例を挙げると
{\displaystyle {\sqrt {8+3{\sqrt {2}}\ }}}
また、正五角形を議論する際には、以下の多重根号の式が登場する。
1辺が1の正五角形の高さ {\displaystyle {\frac {1}{2}}{\sqrt {5+2{\sqrt {5}}\ }}}
1辺が1の正五角形の面積 {\displaystyle {\frac {5}{4{\sqrt {5-2{\sqrt {5}}}}}}}
より複雑化した式の一つとしては、以下のようなものがある。
{\displaystyle {\sqrt[{3}]{2+{\sqrt {3}}+{\sqrt[{3}]{4}}\ }}}

## 一重化
多重根号の式の中には、一重根号の式に書き直すことができるものもある。例えば
{\displaystyle {\sqrt {3+2{\sqrt {2}}}}=1+{\sqrt {2}},}
{\displaystyle {\sqrt[{3}]{{\sqrt[{3}]{2}}-1}}={\frac {1-{\sqrt[{3}]{2}}+{\sqrt[{3}]{4}}}{\sqrt[{3}]{9}}}.}
このような書き直しは一重化 (denesting; 脱多重化) という（外側の根号が消えるので「多重根号を外す」というような言い方もする）。一重化の過程は一般には難しい問題と考えられる。

### 初等的な例
特定のクラスの多重根号は初等的な計算に基づいて根号を外すことができる。以下の左辺の形をした二重根号の式が、右辺のように二つの平方根の和に分解できる条件を調べよう。すなわち、以下の等式
{\displaystyle {\sqrt {a\pm b{\sqrt {c}}\ }}={\sqrt {d}}\pm {\sqrt {e}}}
（ただし、{\displaystyle c}は平方数でない）が成り立つと仮定する。両辺を自乗した
{\displaystyle a\pm b{\sqrt {c}}=(d+e)\pm 2{\sqrt {de}}}
に対し、両辺の係数比較（両辺の有理成分同士、無理成分同士がそれぞれを等しいとおく）によって、問題は「和が{\displaystyle a}に等しく、積が{\displaystyle {\frac {b^{2}c}{4}}} に等しい二数 {\displaystyle d,e} を求めること」に帰着される。これは根と係数の関係により、特定の二次方程式を解く問題として解決することができる。
あるいは以下のようにしても同様の結果が得られる。
このやり方で {\displaystyle {\sqrt {a+b{\sqrt {c}}\ }}} の形の多重根式を一重化できるための必要十分条件は {\displaystyle {\sqrt {a^{2}-b^{2}c}}}が有理数となること、すなわち{\displaystyle a^{2}-b^{2}c} が平方数となることである（そのとき、多重根式の一重化は上で見た通りの二つの平方根の和になる）。
例1 {\displaystyle {\sqrt {3+2{\sqrt {2}}}}}
{\displaystyle a=3,b=c=2} であるから、{\displaystyle a^{2}-b^{2}c=3^{2}-2^{2}\cdot 2=1} は平方数となる。したがって、{\displaystyle d={\frac {3+1}{2}}=2,e={\frac {3-1}{2}}=1}となるから、{\displaystyle {\sqrt {3+2{\sqrt {2}}}}=1+{\sqrt {2}}}
例2 {\displaystyle {\sqrt {6+{\sqrt {35}}}}}
{\displaystyle a=6,b=1,c=35} であるから、{\displaystyle a^{2}-b^{2}c=6^{2}-1^{2}\cdot 35=1} は平方数となる。したがって、{\displaystyle d={\frac {6+1}{2}}={\frac {7}{2}},e={\frac {6-1}{2}}={\frac {5}{2}}}となるから、
{\displaystyle {\sqrt {6+{\sqrt {35}}}}={\sqrt {\frac {7}{2}}}+{\sqrt {\frac {5}{2}}}={\frac {{\sqrt {14}}+{\sqrt {10}}}{2}}}
また、一般的には以下の等式が成り立つ。
{\displaystyle a>0,b>0}のとき
{\displaystyle {\sqrt {(a+b)+2{\sqrt {ab}}}}={\sqrt {({\sqrt {a}}+{\sqrt {b}})^{2}}}={\sqrt {a}}+{\sqrt {b}}}
{\displaystyle a>b>0}のとき
{\displaystyle {\sqrt {(a+b)-2{\sqrt {ab}}}}={\sqrt {({\sqrt {a}}-{\sqrt {b}})^{2}}}={\sqrt {a}}-{\sqrt {b}}}
場合によっては、多重根式の一重化に高次の冪根が必要となる。例えば、
{\displaystyle {\sqrt {4+3{\sqrt {2}}}}={\sqrt {({\sqrt {2}}+2{\sqrt {2}})+2{\sqrt {{\sqrt {2}}\cdot 2{\sqrt {2}}}}}}={\sqrt {({\sqrt[{4}]{2}}+{\sqrt[{4}]{8}})^{2}}}={\sqrt[{4}]{2}}+{\sqrt[{4}]{8}}}
と強引に根号が外れる形にする必要がある。他には、
{\displaystyle {\sqrt {3+2{\sqrt {3}}}}={\frac {1}{2}}({\sqrt[{4}]{12}}+{\sqrt[{4}]{108}})}
{\displaystyle {\sqrt[{3}]{10+7{\sqrt {2}}}}={\sqrt[{6}]{2}}+{\sqrt[{3}]{4}}}
{\displaystyle {\sqrt[{3}]{5+3{\sqrt {3}}}}={\frac {1}{2}}({\sqrt[{3}]{4}}+{\sqrt[{6}]{432}})}

### ラマヌジャンの等式
シュリニヴァーサ・ラマヌジャンは、多重根号を外す操作を含む特徴的な等式をいくつも示して見せた。以下にそれらを列挙する。
{\displaystyle {\sqrt[{{}^{\scriptstyle 4}}]{\frac {3+2{\sqrt[{4}]{5}}}{3-2{\sqrt[{4}]{5}}}}}={\frac {{\sqrt[{4}]{5}}+1}{{\sqrt[{4}]{5}}-1}}={\frac {1}{2}}(3+{\sqrt[{4}]{5}}+{\sqrt {5}}+{\sqrt[{4}]{125}}\,)}
{\displaystyle {\sqrt {{\sqrt[{3}]{28}}-{\sqrt[{3}]{27}}}}={\frac {1}{3}}({\sqrt[{3}]{98}}-{\sqrt[{3}]{28}}-1)}
{\displaystyle {\sqrt[{{}^{\scriptstyle 3}}]{{\sqrt[{\scriptstyle 5}]{\frac {32}{5}}}-{\sqrt[{\scriptstyle 5}]{\frac {27}{5}}}}}={\sqrt[{\scriptstyle 5}]{\frac {1}{25}}}+{\sqrt[{\scriptstyle 5}]{\frac {3}{25}}}-{\sqrt[{\scriptstyle 5}]{\frac {9}{25}}}}
{\displaystyle {\sqrt[{\scriptstyle 3}]{{\sqrt[{3}]{2}}\ -1}}={\sqrt[{\scriptstyle 3}]{\frac {1}{9}}}-{\sqrt[{\scriptstyle 3}]{\frac {2}{9}}}+{\sqrt[{\scriptstyle 3}]{\frac {4}{9}}}} 
他にも、以下に挙げるような一風変わった等式が、ラマヌジャンによって発見された。
{\displaystyle {\sqrt[{4}]{49+20{\sqrt {6}}}}+{\sqrt[{4}]{49-20{\sqrt {6}}}}=2{\sqrt {3}}}
{\displaystyle {\sqrt[{3}]{({\sqrt {2}}+{\sqrt {3}})(5-{\sqrt {6}})+3(2{\sqrt {3}}+3{\sqrt {2}})}}={\sqrt {10-{\frac {13-5{\sqrt {6}}}{5+{\sqrt {6}}}}}}}

### ランダウのアルゴリズム
1989年に、スーザン・ランダウが多重根号を外すことのできる多重根式を決定するための、最初のアルゴリズムを導入した。それ以前のアルゴリズムは、上手く行った場合もあったが、それ以外には適合しなかった。

## 無限多重根号

### 平方根の場合
特定の条件を満たす
{\displaystyle x={\sqrt {2+{\sqrt {2+{\sqrt {2+{\sqrt {2+\cdots }}}}}}}}}
のような無限多重平方根は有理数を表す。根号の中にも x が実現されていることに気付けば方程式
{\displaystyle x={\sqrt {2+x}}}
が得られるから、この有理数は求められる（ただし、xが収束することを先に証明しなければならない）。つまり、この方程式を解いて x = 2 が分かる（両辺自乗して得られる二次方程式のもう一つの解 x = −1 は不適である。それは、規約により右辺が 2 + x の「正」の平方根を意味するから、左辺 x もまた正でなければならないことによる。）。同じやり方は、一般に n > 0 に対して
{\displaystyle {\sqrt {n+{\sqrt {n+{\sqrt {n+{\sqrt {n+\cdots }}}}}}}}={\frac {1}{2}}(1+{\sqrt {1+4n}}\,),}
同じく
{\displaystyle {\sqrt {n-{\sqrt {n-{\sqrt {n-{\sqrt {n-\cdots }}}}}}}}={\frac {1}{2}}(-1+{\sqrt {1+4n}})}
を示すのにも通用する。後者の式は、 x > 0 によって
{\displaystyle n=x^{2}-x}
と表すことのできる任意の n に対して、x を値としてとる。

#### ラマヌジャンの問題
ラマヌジャンは、雑誌『Journal of Indian Mathematical Society』にこの問題を提示した。
{\displaystyle ?={\sqrt {1+2{\sqrt {1+3{\sqrt {1+\cdots }}}}}}.}
これはより一般的な公式を記述することにより、解くことができる。
{\displaystyle ?={\sqrt {ax+(n+a)^{2}+x{\sqrt {a(x+n)+(n+a)^{2}+(x+n){\sqrt {\mathrm {\cdots } }}}}}}}
これをF(x)と設定し、両項を2乗すると以下の式が得られる。
{\displaystyle F(x)^{2}=ax+(n+a)^{2}+x{\sqrt {a(x+n)+(n+a)^{2}+(x+n){\sqrt {\mathrm {\cdots } }}}}}
これは、以下のように簡略化できる。
{\displaystyle F(x)^{2}=ax+(n+a)^{2}+xF(x+n)}
よって、左辺と右辺の x の次数を比べることで F(x) は x の1次式であることが分かり F(0) の値より以下の式で表せる。
{\displaystyle F(x)=x+n+a\ }
よって、{\displaystyle a=0,n=1,x=2} を上の式に代入すると、
{\displaystyle 3={\sqrt {1+2{\sqrt {1+3{\sqrt {1+\cdots }}}}}}.}
ラマヌジャンは彼のノート（現存せず）において
{\displaystyle {\sqrt {5+{\sqrt {5+{\sqrt {5-{\sqrt {5+{\sqrt {5+{\sqrt {5+{\sqrt {5-\cdots }}}}}}}}}}}}}}={\frac {2+{\sqrt {5}}+{\sqrt {15-6{\sqrt {5}}}}}{2}}}
という無限多重平方根の根号を外した式を述べている。（上式の符号のパターンは +, +, −, + の繰り返しである）

#### ヴィエトの円周率公式
円周率 π に関するヴィエトの公式は
{\displaystyle {\frac {2}{\pi }}={\frac {\sqrt {2}}{2}}\cdot {\frac {\sqrt {2+{\sqrt {2}}}}{2}}\cdot {\frac {\sqrt {2+{\sqrt {2+{\sqrt {2}}}}}}{2}}\cdots .}

### 立方根の場合
特定の場合において、
{\displaystyle x={\sqrt[{3}]{6+{\sqrt[{3}]{6+{\sqrt[{3}]{6+{\sqrt[{3}]{6+\cdots }}}}}}}}}
のような無限多重立方根もまた同様に有理数を表す。再び、式全体がそれ自身の中に見つけられることを利用して
{\displaystyle x={\sqrt[{3}]{6+x}}}
だけを残す。方程式を解いて x = 2 が求まる。より一般に、n > 0 に対して
{\displaystyle {\sqrt[{3}]{n+{\sqrt[{3}]{n+{\sqrt[{3}]{n+{\sqrt[{3}]{n+\cdots }}}}}}}}}
は方程式 x3 − x − n = 0 の実根である。特に n = 1 のとき、根はプラスチック数 ρ（約 1.3247）になる。
同じ手順で、任意の n > 0 に対して
{\displaystyle {\sqrt[{3}]{n-{\sqrt[{3}]{n-{\sqrt[{3}]{n-{\sqrt[{3}]{n-\cdots }}}}}}}}}
の値を方程式 x3 + x − n = 0 の実根として得ることができる。

## 注